# World Wide Tour 2018
World Wide Tour 2018 es la novena gira mundial de la cantante italiana Laura Pausini

## Historia
Luego del ensayo general el 13 de julio en Jesolo, la gira oficialmente comenzó con dos concertos en el Circo Massimo de Roma los días 21 y 22 de julio. Luego de presentarse en Italia, la artista comenzó la gira americana el 26 de julio en Miami, Estados Unidos y terminó la etapa latina el 31 de agosto en el Radio City Music Hall de Nueva York, luego de haber recorrido por México, Centroamérica, Sudamérica y Brasil. Después en septiembre, comenzó la gira por Europa en Italia. Después de presentarse en Italia entre septiembre y octubre, a mitad de octubre se presentó en Europa, específicamente en España con 2 conciertos, y en Francia, Alemania, Bélgica y Suiza con un concierto en cada país. Al final del mes de octubre volvió a Italia y terminó la gira en noviembre en la ciudad de Eboli. 
Esta fue la primera vez que se presentó en ciudades como Guayaquil en Ecuador, Brasilia y Recife en Brasil. También fue la primera vez que volvía a Guatemala después de 21 años de ausencia en el país. Visitó países como España y Francia, los cuales no tocaba como parte de una gira mundial desde su The Greatest Hits World Tour en 2014.

## Anuncio
La gira fue anunciada para promocionar el nuevo álbum de la cantante, el cual salió en los primeros meses, en marzo de 2018.
El 18 de diciembre de 2017, a medianoche, la artista anunció las primeras 24 fechas de la gira.
Luego, el 16 de febrero, anuncia una nueva fecha en Brasil, en la ciudad de Curitiba. 
El 15 de marzo, a bordo de un avión de AliItalia, durante la presentación del álbum, anuncia 10 conciertos adicionales en Italia. 
Luego el 20 de marzo anuncia la segunda fecha en Milán. 
Y el 23 de marzo anuncia una tercera fecha en Milán y una segunda fecha en Verona, Acireale, Bari y Turín. 
El 16 de abril anuncia una segunda fecha en Florencia, Eboli y Padua. 
El 23 de abril anuncia la fecha cero, ensayo general de la gira, en el PalaArrex de Jesolo.
El 28 de abril anuncia una tercera fecha en Verona.
El 22 de mayo anuncia una cuarta fecha en Milán y una segunda fecha en Bolonia.
El 19 de junio anuncia la tercera fecha en Bari.
El 25 de junio anuncia una nueva fecha en Ancona.
El 27 de julio anuncia una nueva fecha en Roma.

## Repertorio
| Italia: Fecha Cero |
| --- |
| 1. Non è detto. 2. E.STA.A.TE. 3. Medley: Primavera in anticipo/La mia risposta/Le cose che vivi. 4. Frasi a metà. 5. Incancellabile. 6. Simili. 7. Resta in ascolto. 8. Medley: Lato destro del cuore/Non ho mai smesso/La solitudine. 9. Fantastico (Fai quello che sei). 10. La soluzione. 11. Medley: Ho creduto a me/Il caso è chiuso/Emergenza d'amore. 12. E ritorno da te. 13. Tra te e il mare. 14. Come se non fosse stato mai amore. 15. Vivimi. 16. Medley: Una storia che vale/Benedetta passione/Io canto. 17. Nuevo. 18. Invece no. 19. Medley: Nadie ha dicho (Remix)/Innamorata/E.STA.A.TE. |

| Italia: Circo Massimo |
| --- |
| 1. Non è detto. 2. E.STA.A.TE. 3. Medley Pop: Primavera in anticipo/La mia risposta/Le cose che vivi. 4. Frasi a metà. 5. Incancellabile. 6. Simili. 7. Medley Cosa Radio Finestre: L'ultima cosa che ti devo/Con la musica alla radio/Le due finestre. 8. Resta in ascolto. 9. Medley Primi Singoli: Lato destro del cuore/Non ho mai smesso/La solitudine. 10. Fantastico (Fai quello che sei). 11. La soluzione. 12. Medley Rock: Ho creduto a me/Il caso è chiuso/Emergenza d'amore. 13. Il coraggio di andare. 14. E ritorno da te. 15. Tra te e il mare. 16. Medley Acústico: Limpido/Benvenuto/Strani amori/Non c'è. 17. Come se non fosse stato mai amore. 18. Vivimi. 19. Medley Vale Passione Canto: Una storia che vale/Benedetta passione/Io canto. 20. Nuevo. 21. Invece no. 22. Medley Reggaeton: Nadie ha dicho (Remix)/Innamorata/E.STA.A.TE. |

| USA |
| --- |
| 1. Nadie ha dicho. 2. Está allá. 3. Medley pop: Primavera in anticipo/La mia risposta/Le cose che vivi. 4. Quiero decirte que te amo. 5. Entre tú y mil mares/Tra te e il mare. 6. Volveré junto a ti. 7. Medley Hits: Lado derecho del corazón/Jamás abandoné/La soledad. 8. Fantástico (Haz lo que eres). 9. El valor de seguir adelante. 10. No river is wilder. 11. Medley acústico: Limpio/Bienvenido/Amores extraños/Se fue. 12. Inolvidable/Incancellabile. 13. Como si no nos hubiéramos amado. 14. Similares/Simili. 15. Víveme. 16. Medley rock: Dispárame dispara/Escucha tu corazón/Emergencia de amor. 17. Nuevo. 18. En cambio no. 19. Nadie ha dicho (Remix) Feat. Gente de Zona en Miami. |

## Fechas
| Fecha                    | Ciudad              | País           | Recinto                | Entradas vendidas / disponibles | Recaudación |
| Italia                   | Italia              | Italia         | Italia                 |                                 |             |
| ------------------------ | ------------------- | -------------- | ---------------------- | ------------------------------- | ----------- |
| 13 de julio de 2018      | Jesolo              | Italia         | PalaArrex              |                                 |             |
| 21 de julio de 2018      | Roma                | Italia         | Circo Massimo          |                                 |             |
| 22 de julio de 2018      | Roma                | Italia         | Circo Massimo          |                                 |             |
| América                  |                     |                |                        |                                 |             |
| 26 de julio de 2018      | Miami               | Estados Unidos | James L. Knight Center | 3,093 / 3,093                   | $411,598    |
| 28 de julio de 2018      | Los Ángeles         | Estados Unidos | Greek Theatre          |                                 |             |
| 31 de julio de 2018      | Monterrey           | México         | Arena Monterrey        |                                 |             |
| 2 de agosto de 2018      | Guadalajara         | México         | Auditorio Telmex       |                                 |             |
| 4 de agosto de 2018      | Ciudad de México    | México         | Arena Ciudad de México |                                 |             |
| 6 de agosto de 2018      | Ciudad de Guatemala | Guatemala      | Fórum Majadas          |                                 |             |
| 8 de agosto de 2018      | San José            | Costa Rica     | Estadio Nacional       |                                 |             |
| 11 de agosto de 2018     | Guayaquil           | Ecuador        | Coliseo Voltaire       |                                 |             |
| 14 de agosto de 2018     | Lima                | Perú           | Jockey Club            |                                 |             |
| 16 de agosto de 2018     | Buenos Aires        | Argentina      | Luna Park              |                                 |             |
| 18 de agosto de 2018     | Santiago            | Chile          | Movistar Arena         |                                 |             |
| 20 de agosto de 2018     | São Paulo           | Brasil         | Citibank Hall          | 7,942/ 8,240                    | $614,727    |
| 21 de agosto de 2018     | São Paulo           | Brasil         | Citibank Hall          | 7,942/ 8,240                    | $614,727    |
| 23 de agosto de 2018     | Brasilia            | Brasil         | Teatro Guimaraes       |                                 |             |
| 25 de agosto de 2018     | Recife              | Brasil         | Classic Hall           |                                 |             |
| 27 de agosto de 2018     | Curitiba            | Brasil         | Teatro Positivo        |                                 |             |
| 31 de agosto de 2018     | Nueva York          | Estados Unidos | Radio City Music Hall  |                                 |             |
| Europa                   |                     |                |                        |                                 |             |
| 8 de septiembre de 2018  | Milán               | Italia         | Mediolanum Forum       |                                 |             |
| 9 de septiembre de 2018  | Milán               | Italia         | Mediolanum Forum       |                                 |             |
| 11 de septiembre de 2018 | Milán               | Italia         | Mediolanum Forum       |                                 |             |
| 12 de septiembre de 2018 | Milán               | Italia         | Mediolanum Forum       |                                 |             |
| 15 de septiembre de 2018 | Ancona              | Italia         | PalaPrometeo           |                                 |             |
| 17 de septiembre de 2018 | Rímini              | Italia         | RDS Stadium            |                                 |             |
| 19 de septiembre de 2018 | Verona              | Italia         | Arena de Verona        |                                 |             |
| 21 de septiembre de 2018 | Verona              | Italia         | Arena de Verona        |                                 |             |
| 22 de septiembre de 2018 | Verona              | Italia         | Arena de Verona        |                                 |             |
| 28 de septiembre de 2018 | Acireale            | Italia         | Pal'Art Hotel          |                                 |             |
| 29 de septiembre de 2018 | Acireale            | Italia         | Pal'Art Hotel          |                                 |             |
| 1 de octubre de 2018     | Bari                | Italia         | PalaFlorio             |                                 |             |
| 2 de octubre de 2018     | Bari                | Italia         | PalaFlorio             |                                 |             |
| 4 de octubre de 2018     | Bari                | Italia         | PalaFlorio             |                                 |             |
| 6 de octubre de 2018     | Florencia           | Italia         | Nelson Mandela Forum   |                                 |             |
| 7 de octubre de 2018     | Florencia           | Italia         | Nelson Mandela Forum   |                                 |             |
| 9 de octubre de 2018     | Padua               | Italia         | Kioene Arena           |                                 |             |
| 10 de octubre de 2018    | Padua               | Italia         | Kioene Arena           |                                 |             |
| 12 de octubre de 2018    | Bolonia             | Italia         | Unipol Arena           |                                 |             |
| 13 de octubre de 2018    | Bolonia             | Italia         | Unipol Arena           |                                 |             |
| 17 de octubre de 2018    | Barcelona           | España         | Palau Sant Jordi       |                                 |             |
| 18 de octubre de 2018    | Madrid              | España         | WiZink Center          |                                 |             |
| 20 de octubre de 2018    | París               | Francia        | Lé Zenith              |                                 |             |
| 21 de octubre de 2018    | Bruselas            | Bélgica        | Forest National        |                                 |             |
| 23 de octubre de 2018    | Stuttgart           | Alemania       | Porsche-Arena          |                                 |             |
| 24 de octubre de 2018    | Zúrich              | Suiza          | Hallenstadion          |                                 |             |
| 26 de octubre de 2018    | Turín               | Italia         | Pala Alpitour          |                                 |             |
| 27 de octubre de 2018    | Turín               | Italia         | Pala Alpitour          |                                 |             |
| 30 de octubre de 2018    | Roma                | Italia         | PalaLottomatica        |                                 |             |
| 31 de octubre de 2018    | Roma                | Italia         | PalaLottomatica        |                                 |             |
| 3 de noviembre de 2018   | Éboli               | Italia         | PalaSele               |                                 |             |
| 4 de noviembre de 2018   | Éboli               | Italia         | PalaSele               |                                 |             |

## Banda
- Guitarra eléctrica y dirección musical: Paolo Carta
- Guitarra eléctrica y acústica: Nicola Oliva
- Piano: Fabio Coppini
- Teclados: Andrea Rongioletti
- Batería: Carlos Hércules
- Bajo: Roberto Gallinelli
- Percusión: Ernesto López
- Coros: Roberta Granà, Gianluigi Fazio, Mónica Hill, Claudia D'Ulisse, David Blank